# 오군영

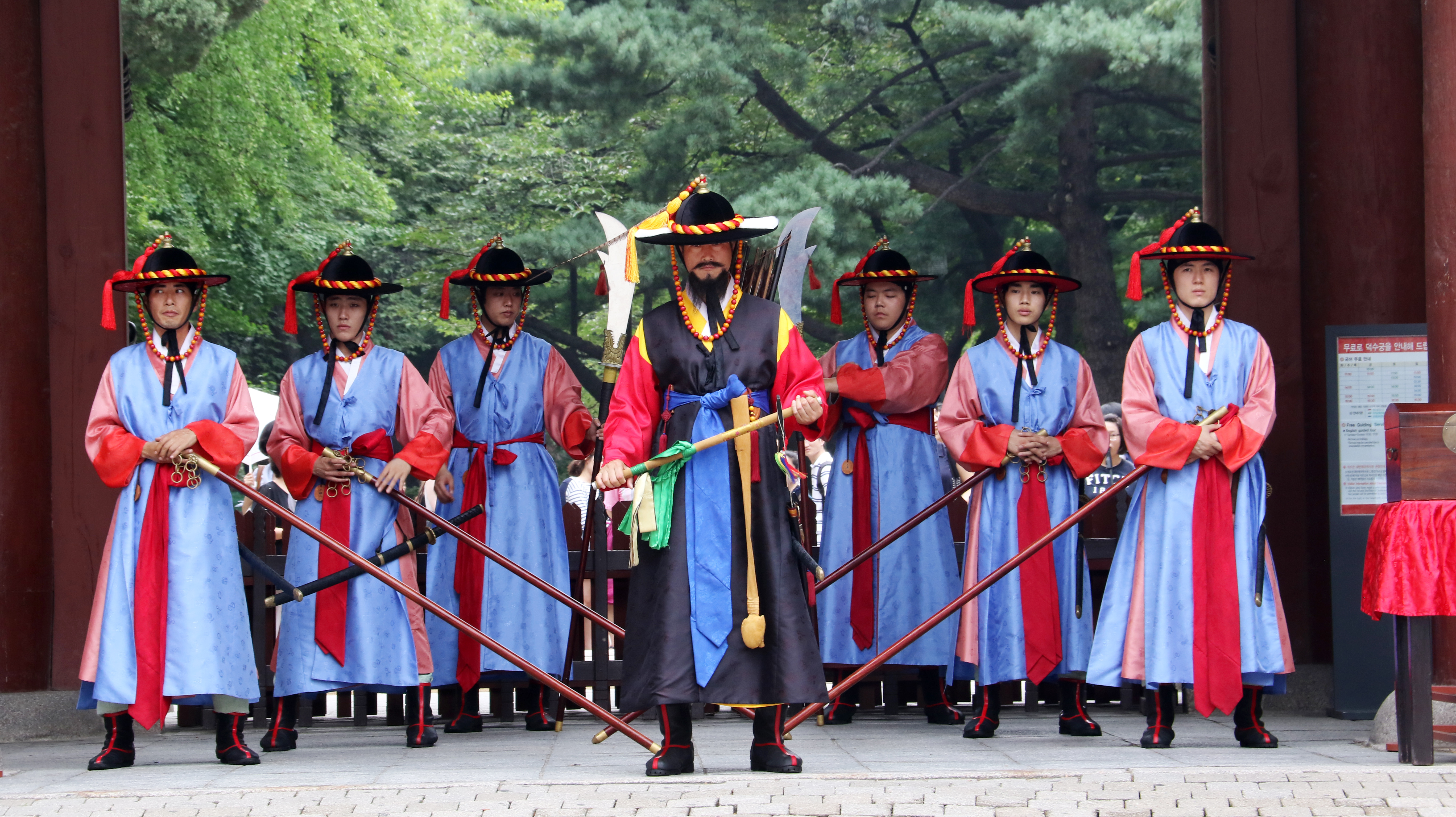
대한문의 수문장 재현 행사

오군영(五軍營)은 조선 후기의 중앙군으로 임진왜란과 병자호란 등을 거치면서 궁궐과 한성부 및 도성 외곽의 수비를 위해 설치된 훈련도감(訓鍊都監), 어영청(御營廳), 금위영(禁衛營), 총융청(摠戎廳), 수어청(守禦廳)의 다섯 군영을 가리키는 말이다. 임진왜란이 소강 상태에 접어든 1593년(선조 26년) 설치된 훈련도감을 시작으로 인조 반정 이후 후금과의 대립 과정을 거치며 하나씩 설치되었고 1682년(숙종 8년) 오군영 중 가장 늦게 금위영이 설치되며  조선 후기의 중앙군 체계로 자리잡았다.
오군영 가운데 훈련도감, 어영청, 금위영은 궁궐과 한성부 일대의 순라와 한양도성의 경계 등을 맡아 삼군영으로 불렸고, 총융청은 북한산성과 경기 서북부를, 수어청은 남한산성과 경기 동남부를 방어하였다.

## 배경
《경국대전》과 《속대전》에 규정된 조선군의 중앙군 제도는 오위도총부가 지휘하는 오위였다. 그러나 임진왜란을 거치면서 화기를 사용하는 새로운 부대의 중요성이 부각되면서 훈련도감이 세워지고 그 뒤로 중앙군의 강화를 위해 차례 차례 오군영의 각 군영들이 들어서면서 오위는 유명무실하게 되었다. 오군영 가운데 처음 설치된 훈련도감부터 당시의 전시 상황에 맞게 임시적인 아문으로 세워진 것이 출발점이었고 그 뒤에 세워진 오군영의 다른 군영들도 그때 그때의 상황에 따라 설립된 것이어서 오군영 체제의 확립 배경에는 정치적, 외교적 상황이 크게 작용하였다.

### 군사적 배경
조선 전기에도 총통을 다루는 포수(砲手)는 조선군의 핵심전력 가운데 하나였으나, 임진왜란 당시 일본군에 대항하면서 새로운 무기와 전법의 필요성이 부각되었다. 조선은 기존의 총통 대신 조총을 받아들여 포수를 양성하고 척계광의 《기효신서》에서 언급된 전략에 따라 활을 쏘는 사수사수(射手)와 창칼 등의 근접 무기를 사용하는 살수(殺手)를 추가하여 삼수병(三手兵)이 집단을 이루는 전술을 체택하였다. 삼수병 가운데 핵심 전력은 포수로 원거리에서 적을 타격하게 하였다. 조총 등의 화승총은 발사 후 재장전에 시간이 오래 걸렸기 때문에 활을 쏘는 사수가 이들을 보조하게 하였고 살수는 근접해 오는 적의 기병이나 보병으로부터 포수와 사수를 보호하는 역할을 맡았다. 훈련도감은 애초에 포수를 양성하기 위한 임시기관으로 도감(都監)은 고려 시대에서 조선 시대에 걸쳐 수시로 설치되었던 임시 기구를 가리킨다. 최초 설립 당시 1천여 명 정도 병력의 임시기구였던 훈련도감은 임진왜란이 종결된 이후로도 존속하여 상설 기구가 되었고 주요 역할 역시 일본을 대신하여 당시 새로 부상하던 후금에 대한 방비로 변경되었다. 인조 시기에는 후금의 기마병에 대응하기 위해 마병을 새롭게 추가하였다. 《기효신서》에 바탕을 둔 삼수병 체계는 이후 오군영 군사 편제의 표준적 기준이 되었다.

### 정치적 배경
인조 반정과 이어지는 이괄의 난으로 인조는 국왕의 호위를 위한 중앙군의 강화가 절실하였다. 더욱이 후금과의 관계가 나날이 악화되자 수도 방어의 필요성이 대두되었다. 후금에 대한 주력 방어군은 평안도 병마절도사인 이괄 휘하의 병력 1만여 명이었으나 후금의 군대가 한성부로 진격해 오는 것을 차단하기 위해 개성에 국왕이 친정하여 방어선을 구축하는 전략이 논의되었다. 이에 따라 방어 담당자로 임명된 개성유수인 이귀가 포수 260 명을 모아 근위대로 삼고자 하였고 인조는 이귀를 여영사로 삼아 어영청을 신설하였다. 이괄의 난으로 어영청은 인조를 호위하여 공주성까지 따라나섰고 이괄을 진압한 뒤로도 상설화 되었다. 어영청 신설을 주도한 이귀는 반정을 계획할 당시부터 인조의 핵심 측근 가운데 하나였고 반정 이후 이귀 등의 소서와 김자겸 등의 노서는 병권의 장악을 놓고 극심한 갈등을 겪고 있었다. 이귀의 어영청은 이후 이어지는 이괄의 난과 정묘호란의 와중에서 지속적으로 세를 키워 정파색이 강한 근위대로서 성장하였다. 이후 설치된 총융청과 수어청 역시 서인이 설치를 주도하였고 제일 늦게 설립된 금위영은 중앙군 유지에 대한 국가 재정 부담을 줄이기 위한 조치였기 때문에 오군영은 조선 후기 국왕의 친위 병력이면서 동시에 서인의 영향력 아래 놓여있는 군대였다는 평가를 받는다. 정조의 오군영 개혁과 장용영 설치는 이러한 정치적 배경에 대한 변화를 시도한 것이다. 그러나 정조 사망이후 중앙군은 다시 오군영 체계로 환원되었다.

## 설치 시기 및 임무
오군영의 설치 시기 및 임무는 아래의 표와 같다.
도성의 순라를 맡은 훈련도감, 어영청, 금위영은 한양도성을 셋으로 나누어 순라를 돌았다. 이들의 관할 구역은 아래와 같다.
- 훈련도감: 도성 내외의 순라 담당. 종각 - 돈의문, 숭례문 - 마포 및 서강, 흥인문 - 종암
- 어영청: 오간수문을 기준으로 청계천 주변, 종각 - 돈의문
- 금위영: 남산 - 삼청동, 서빙고 - 마포 - 망원정

## 훈련도감
훈련도감(訓鍊都監)은 조선 후기 수도 한성부의 방위를 위해 설립된 군영이다. 간단히 줄여 훈국(訓局)이라고도 하였다. 임진왜란 중이었던 1593년(선조 26년) 명의 이여송이 평양을 탈환한 뒤 군대 편제를 개편할 필요성을 느끼고 척계광의 《기효신서》에 소개된 삼수병((三手兵) 체계를 모델로 훈련도감을 신설하고 유성룡을 도제조로 삼았다. 훈련도감은 조선 후기 내내 조선의 핵심 병력이었다.

## 어영청
어영청(御營廳)은 조선 후기에 국왕의 숙위와 수도의 방어를 담당하던 군영이다. 1623년(인조 1년) 당시 관계가 악화되던 후금과의 전쟁을 염두에 두고 국왕의 친위대로 신설되었고 이괄의 난으로 인조가 공주까지 몽진할 때 근위대로서 함께 이동하였다. 정묘호란 때에는 강화도로 몽진한 인조를 호위하였고 이후 궁궐의 경계와 국왕의 호위를 맡는 군영으로 자리잡았다. 효종은 정축하성의 굴욕을 갚겠다는 북벌론을 내세워 어영청의 인원을 2만 1천명까지 증원하였으나 이후 국가 재정 문제로 점차 감축하여 1704년(숙종 30년) 1만6천3백 명으로 축소하였다. 어영청의 병력은 군역을 지고 징병되는 정병으로 순번에 따라 근무하는 번상군(番上軍)이었고 대략 3년에 한 번 꼴로 근무가 돌아와 서울에 상주하는 인원은 7백 명 가량이었다. 1881년(고종 18년) 총융청, 금위영과 합쳐져 장어영(將禦營)이 되었다가, 1884년 총어영(總禦營)으로 이름을 바꾸었고 1894년에 폐지되었다. 고종 시기 오군영 혁파의 이유로 군기 문란과 근무 태만이 거론되면서 "어영청은 군대도 아니다"라는 뜻의 "어영비영"(御營非營)이란 말이 돌았고 이것이 오늘날 일을 흐지부지하게 처리한다는 "어영부영"의 어원이 되었다.

## 총융청

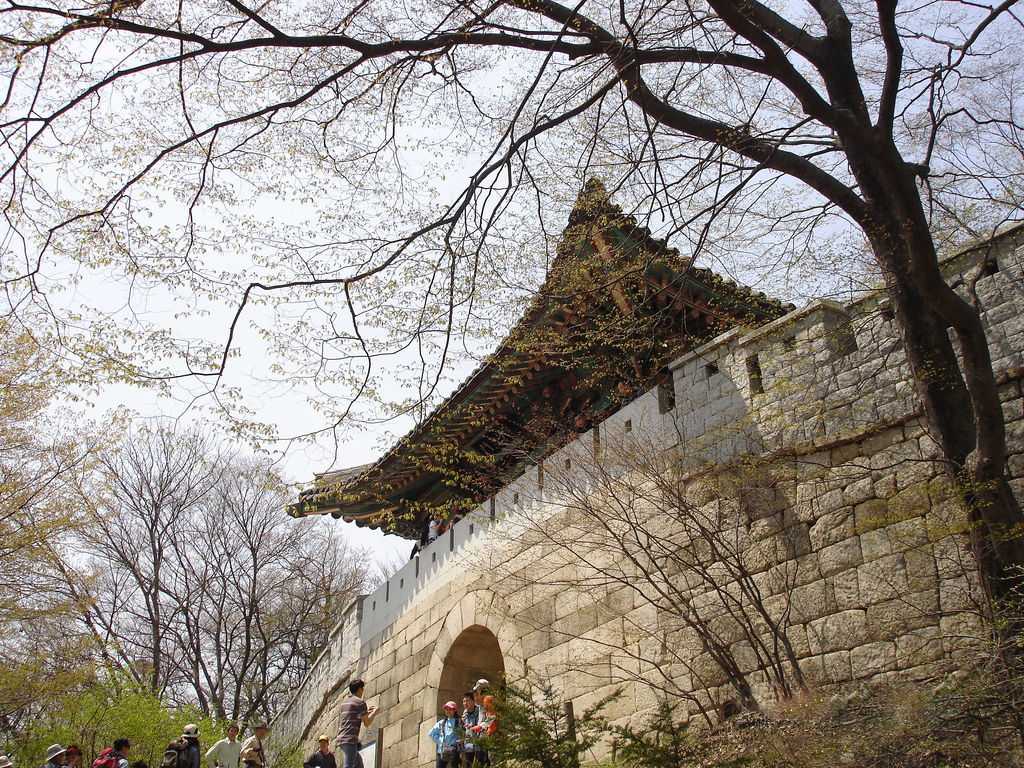
북한산성

총융청(摠戎廳)은 조선 후기 서울과 경기지역을 방어하기 위해 설치된 군영이다. 1624년(인조 2년) 당시 경기감사였던 이서를 기보총융사(畿輔摠戎使)에 임명하면서 설치되어 북한산성을 비롯한 경기 북서부의 방어를 담당하였다.

## 수어청
수어청(守禦廳)은 조선 후기에 한성부 남측과 남한산성 및 경기도 동남부를 방어하기 위해 세워진 군영이다. 1626년(인조 4년) 남한산성을 개축하며 설치되었다. 여러 차례의 조직 변화 끝에 정조 시기 경기도 광주부의 유수가 총괄하는 것으로 조정된 뒤 속오군을 주로하여 운영되었고 19세기 이후 점차 유명무실해 지다가 1894년(고종 31년) 폐지되었다.

## 금위영
금위영(禁衛營)은 조선 후기의 중앙군인 오군영의 하나로 조선 국왕의 호위와 한성부의 방어를 담당하였다. 숙종 당시 조선의 중앙군 운영의 가장 큰 문제는 효종의 북벌론 이후 비대해진 규모에 비해 재정이 턱 없이 모자라다는 점이었다. 오군영의 대표적 군영인 훈련도감은 장기적으로 복무하는 상비군인 장번군(長番軍)으로 운영되어 지속적인 급료 지급이 필요하였고 이를 위해 삼수미 등의 별도 재원을 조달하였으나 여전히 재정 압박이 컸다. 이에 따라 훈련도감을 다시 번을 돌아가며 근무하는 번상군(番上軍)으로 운영하자는 논의가 있었으나 중앙 상비군의 유지 명분 역시 컸기 때문에 결국 훈련도감의 인원 중 일부와 현종 시기 설치된 정초영을 통합하여 번상군으로 운영하기로 한 것이 금위영이다.

## 같이 보기
- 장용영